# قول (تاجیکستان)
قول (به لاتین: Qul) یک منطقهٔ مسکونی در تاجیکستان است که در ولایت سغد واقع شده‌است. قول ۶۰ نفر جمعیت دارد و ۲٬۷۶۰ متر بالاتر از سطح دریا واقع شده‌است.